# Abteigasse 6 (Quedlinburg)
Das Haus Abteigasse 6 war ein denkmalgeschütztes Gebäude in der Stadt Quedlinburg in Sachsen-Anhalt.

## Lage
Es befand sich auf der Westseite der Abteigasse, südlich des Quedlinburger Schlossbergs. Unmittelbar an der Nordseite grenzte das gleichfalls denkmalgeschützte Gebäude Abteigasse 7 an, welches bis heute erhalten ist.

## Architektur und Geschichte
Das kleine in Fachwerkbauweise errichtete, einfache Wohnhaus stammte seiner Erscheinung nach vermutlich aus dem 17. Jahrhundert. Das obere Geschoss kragte etwas über das Erdgeschoss vor. Die Aufteilung der Fenster war unregelmäßig. Die Eingangstür befand sich straßenseitig rechts in der Fassade, unmittelbar neben dem Haus Abteigasse 7. In der ersten Hälfte des 19. Jahrhunderts war das Gebäude umgebaut worden.
Anfang des 21. Jahrhunderts wurde das Haus abgerissen. Die Streichung des als Wohnhaus eingetragenen Baudenkmals aus dem Denkmalverzeichnis des Landes Sachsen-Anhalt erfolgte erst im Jahr 2023.